# Адоло
Адоло (Адолор) (д/н — 1888) — великий оба (володар) держави Едо в 1848—1888 роках.

## Життєпис
Син великого оби Осемвенде. При народженні отримав ім'я Джамбра. Після смерті батька 1848 року почав боротьбу з братом Баваку, що оголосив себе великою обою під ім'ям Оґбевенкон. За різними відомостями, боротьба тривала до 1850 або 1854 року. Перемігши, провів церемонію коронації під ім'ям Адоло. Цим скористалися британці, які встановили зверхність над обою Лагосу.
До кінця правління територія підвладна Адоло зменшилася до власної території великого оби. Разом з тим політичний вплив намагався підтримувати дипломатією. 1879 року виступив на допомогу державі Екіті на заході, яку атакував правитель Ідабану з держави Ойо. Завдяки успіху Екіті визнала зверхність Едо. 
Торгівлю здійснював переважно річкою Нігер, оскільки був відрізаний державами Іджебу і Варрі від океану. Помер 1888 року. Трон успадкував Овонрамвен.